# Sint-Gillis-Waas
Sint-Gillis-Waas là một đô thị ở tỉnh Oost-Vlaanderen. Đô thị này bao gồm các thị xã De Klinge, Meerdonk, Sint-Gillis-Waas và Sint-Pauwels. Tại thời điểm ngày 1 tháng 1 năm  2006 Sint-Gillis-Waas có tổng dân số 17.908 người. Tổng diện tích là 54,98 km² với mật độ dân số là 326 người trên mỗi km².